# Kata-Hiza-Zuki-Seoi-Otoshi
Kata-Hiza-Zuki-Seoi-Otoshi est une technique de projection  de judo. Elle fait partie des Kokusai-Shiai-Waza, les nouvelles techniques. C'est une Te-Waza (technique de bras). Cette projection signifie en fait « renversement en chargement sur le dos en déposant le genou au sol », en japonais.

## Origine
Cette projection est un dérivé des Seoi-Nage, en particulier de Kata-Eri-Otoshi et de Seoi-Otoshi, deux projections de bras. Elle est apparue car il est plus facile de déposer le genou au sol que de rester avec une jambe en barrage. Cette technique est extrêmement efficace lorsqu'Uke est plus lourd et plus grand que Tori.

## Exécution
Tori doit d'abord faire Tsukuri (préparation) : il change le Kumi-Kata pour venir saisir l'habit d'Uke très près du bras, sur le vêtement, ou tout simplement en changeant de revers. L'autre bras vient saisir la manche comme dans tous les autres Seoi-Nage.
Ensuite, il exécute son Kuzuchi (déséquilibre) : il amène Uke sur la pointe des pieds, en l'appuyant un peu plus sur le côté où se fait l'attaque. Il continue le déséquilibre en venant d'abord placer son pied droit devant le pied droit d'Uke et en plaçant son gauche devant celui d'Uke.
Finalement, il entreprend son Kake (action) : il tire l'habit et dépose le genou droit au sol, devant la jambe d'Uke. Puis, il se baisse tout en tirant pour finalement laisser tomber Uke devant lui.

## Points-clé
- Tori tire le revers simultanément à ce qu'il se penche.
- Il faut tourner les épaules et les hanches pour réaliser le mouvement.
- Tori ne doit pas être obligatoirement stable, car il pourra s'appuyer plus tard au sol.

## Variantes
- Tori peut venir mettre sa jambe en barrage du tibia d'Uke, pour lui empêcher d'avancer.
- Tori peut même, si Uke est beaucoup plus lourd et difficile à faire tomber, tirer et presque s'étaler au sol, comme pour faire une Maki-Komi-Waza.

## Enchaînements
- Ryohiza-Kata-Guruma
- Tai-Otoshi
- Hane-Maki-Komi
- Eri-Otoshi
- Avant que Tori ne dépose son genou :

1. O-Soto-Gake
2. Ko-Uchi-Gake
3. Yama-Arashi
4. Harai-Maki-Komi
5. Ko-Uchi-Maki-Komi

### Contres
- Avant que Tori ne dépose son pied au sol :

1. Nidan-Ko-Soto-Gari
2. Ko-Soto-Gari
3. Kubi-Nage
4. Ushiro-Goshi
5. Utsuri-Goshi

- Pendant qu'il le dépose :

1. Anticiper et tirer pour éviter
2. Yoko-Otoshi
3. Ko-Soto-Gake
4. O-Mata-Sukui
5. Kuchiki-Daoshi
6. Uki-Waza